# 30007 Johnclarke
A 30007 Johnclarke (korábbi nevén 2000 CV45) a Naprendszer kisbolygóövében található aszteroida. A LINEAR program keretein belül fedezték fel 2000. február 2-án.
A bolygót John Anthony Clarke (1996–) amerikai középiskolai hallgatóról, a 2014-es Intel Science Talent Search tudományos verseny döntőséről nevezték el.

## Kapcsolódó szócikk
- Kisbolygók listája (30001–30500)